# Pueblo moldavo
El pueblo moldavo (en rumano: moldoveni, молдовень en el alfabeto cirílico moldavo utilizado actualmente sólo en Transnistria) es el grupo de población más grande de la República de Moldavia (75,8% de la población) y una minoría significativa en Ucrania y Rusia. El término «moldavos» también puede usarse para referirse a todos los habitantes del territorio del histórico Principado de Moldavia, dividida actualmente entre Rumania (47,5%), Moldavia (30,5%) y Ucrania (22%), independientemente de la identidad étnica.
Este artículo se refiere principalmente a los hablantes de lenguas balcorrumanas de la República de Moldavia, la Besarabia histórica y diáspora procedente de estas regiones. Existe una controversia en curso si los moldavos son un grupo étnico de pleno derecho o un subgrupo de la etnia rumana.

## Población

### Autoconciencia moldava
Una encuesta llevada a cabo en la República de Moldavia por el IMAS-Inc Chișinău en octubre de 2009 presentó un cuadro detallado. Se pidió a los encuestados que valorasen la relación entre la identidad de los moldavos y la de los rumanos en una escala del 1 (totalmente la misma) al 5 (completamente diferente). La encuesta mostró que el 26% de toda la muestra, que incluyó todos los grupos étnicos, aseguraba que las dos identidades eran lo mismo o muy similar, mientras que el 47% afirmó que eran diferentes o totalmente diferentes. Los resultados variaron significativamente entre las diferentes categorías de sujetos. Por ejemplo, mientras que el 33% de los jóvenes encuestados (edades entre 18-29) eligió "lo mismo o muy similar" y el 44% "diferente o muy diferente", entre los encuestados adultos (mayores de 60 años) las cifras correspondientes fueron de 18,5% y 53%, respectivamente. La proporción de los que eligieron en cuanto a identidad "lo mismo o muy similar" fue mayor que el promedio entre los hablantes nativos de rumano (30%), entre los habitantes de zonas urbanas (30%), entre las personas con educación superior (36%) y entre los residentes de la ciudad capital (42%).
Según un estudio llevado a cabo en la República de Moldavia en mayo de 1998, cuando se pidió a los autodeclarados moldavos relacionar la identidad rumana y moldava, el 55% la consideraba algo diferente, el 26% muy diferente y menos del 5% idéntica. Otra encuesta llevada a cabo en la República de Moldavia en 1992, un año después de su independencia de la Unión Soviética, mostró que el 87% de los hablantes rumanos eligió identificarse como "moldavos", en lugar de "rumanos".

### Moldavos notables e identidad nacional
A diferencia de los grandes segmentos de la población, un número significativo de grandes intelectuales moldavos se consideraban parte de la nación rumana.
- Alexei Mateevici (1888-1917), autor del himno nacional moldavo Limba noastră dijo en un congreso de profesores de Besarabia en 1917: "Sí, somos moldavos, hijos de la vieja Moldavia, pero pertenecemos a la gran masa de la nación rumana que vive en Rumania, Bucovina y Transilvania. Nuestros hermanos de Bucovina, Transilvania y Macedonia no se llaman a sí mismos por los lugares en que viven, sino que se llaman a sí mismos rumanos. ¡Eso es lo que debemos hacer, así!".[23]
- Emanoil Catelli (1883-1943), político de la República Democrática de Moldavia, y más tarde de Rumania, dijo en 1917: "Los moldavos que permanecieron en silencio durante 106 años deberían hablar más fuerte hoy [...] porque son rumanos y sólo los rusos les degradaron al papel de moldavos".[24]
- Maria Cebotari (1910-1949), una de las sopranos más famosas nacidas en Besarabia dijo: "nunca y en ningún caso se me pasó por la mente decir que soy otra cosa más que una rumana de Besarabia, o simplemente rumana".
- Grigore Vieru (1935-2009), destacado poeta moldavo y firme partidario del panrumanismo, escribió: "los moldavos me hirieron también/ inhumanamente / Pero soy feliz de que Rumania/ aún viven en ellos" (Besarabia con tristeza).[25]
- Eugen Doga (n. 1937), famoso compositor moldavo, explicó en una entrevista en su visita a Alba Iulia, Rumania: "Esta es la capital de la unificación, una verdadera Meca [...]. Creo que la gente no viene aquí forzada, sino libremente, para reencontrarse con sus hermanos".[26]
- Gheorghe Duca (n. 1952), presidente de la Academia de Ciencias de Moldavia, dijo que "al igual que toda la nación rumana, que Grigore Vieru elogió, no puedo creer que el Poeta [Vieru] se fuese de casa para siempre".[27]
- Constantin Tănase (n. 1949), director del diario moldavo Timpul de dimineață y uno de los líderes de opinión más influyentes de Moldavia,[28][29] aseguró: "El mundo académico, la élite política y cultural tiene que demostrar que lo rumano en la República de Moldavia no es un capricho extremista, sino una realidad y una condición de la existencia de este estado".[30]

La resolución de la "Asociación de Historiadores de la República de Moldavia" (AIRM) del 28 de octubre de 2009 en favor de la enseñanza de la historia de los rumanos en las escuelas moldavas lee: "La población de la República Socialista Soviética de Moldavia fue sometida a la ideología comunista, con el objetivo de sustituir la identidad rumana de la población nativa por una de nueva creación". Por su parte, el mensaje de bienvenida de la Unión de Escritores de Moldavia es una cita de Mircea Eliade: "Les invitamos a iniciarse en la vida literaria de Besarabia, tierra rumana fronteriza sometida a una gran, enorme historia de terror".
El poeta nacional de Moldavia y Rumania, Mihai Eminescu, nació y vivió fuera del territorio de la actual República de Moldavia y se consideró rumano. A menudo es citado diciendo: "Somos rumanos, y punto" (Suntem români şi punct).

### Censos

Composición étnica de la República de Moldavia en el censo de 2004. Los autoidentificados como moldavos aparecen en azul/morado.

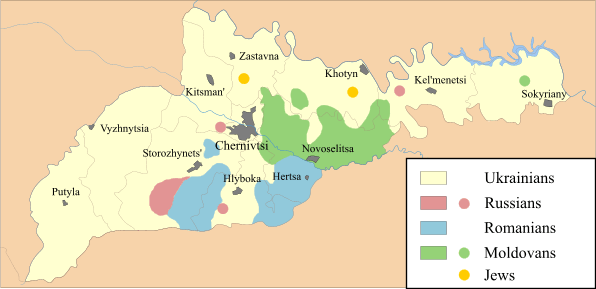
Divisiones étnicas del Óblast de Chernivtsi (Ucrania) con los autoidentificados como moldavos en verde.

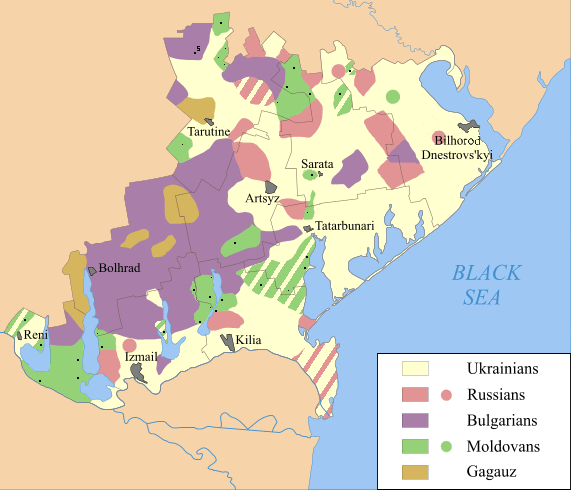
División étnica en Budjak (Ucrania) con los autoidentificados como moldavos en verde.

Los resultados del censo de 2004 mostraron que de los 3 383 332 personas que viven en Moldavia (no se incluyó Transnistria), un 75,81% se declararon moldavos y sólo 2,17% rumanos. Un grupo de observadores internacionales consideró que el censo se llevó a cabo, generalmente, de manera profesional, aunque reportaron varios casos en los que los encuestadores animaron a los encuestados a declararse «moldavos» en lugar de «rumanos».
El censo de 2001 en Ucrania contaba con 258 600 moldavos y 150 989 rumanos. Los autoidentificados como moldavos viven en su mayoría en las regiones históricas de Besarabia (la región Budjak del Óblast de Odesa y el Raión de Novoselytsia en el Óblast de Chernivtsi), mientras que los autoidentificados como rumanos viven, en su mayoría, en las regiones norte de Bucovina y Herța en el Óblast de Chernivtsi.
En Rusia se contabilizaron 172 330 moldavos en el censo de 2002. Estos se concentraban especialmente en Moscú, pero también en algunas zonas rurales de Kubán, sur de Siberia y el Lejano Oriente ruso, donde fueron deportados hace generaciones. Alrededor de 20 000 moldavos viven en Kazajistán, la mayoría en la antigua capital, Almaty, pero también en algunas zonas rurales en las regiones del norte del país (otro destino de las deportaciones soviéticas).

### Identidad regional en Rumania
La mayor proporción (47,5%) del territorio del histórico Principado de Moldavia, junto con todas sus capitales formales (Târgul Moldovei, Suceava y Iași) y las famosas iglesias pintadas se encuentran en Rumania. El río Moldova (posiblemente, el origen del nombre del Principado) ahora fluye en su totalidad a través de Rumania. Después de la anexión rusa de Besarabia en 1812, y la anexión austriaca de Bucovina en 1775, el resto de Moldavia se unió con Valaquia y formó la actual Rumania.
En 1998, Constantin Simirad, exalcalde de Iași, fundó el Partido de los Moldavos (Partidul Moldovenilor), que más tarde se unió al Partido Socialdemócrata. Sin embargo, el objetivo declarado del partido era para representar los intereses de la región de Moldavia en Rumania, más que cualquier identificación étnica.
Según el censo rumano de 2002, hay 4,7 millones de hablantes rumanoparlantes en los ocho condados que formaron parte del Principado de Moldavia. El número de personas que, en su caso, posiblemente se declararon como «moldavos» es imposible de determinar, ya que «moldavo» se considera oficialmente una identidad regional en Rumania. Los habitantes de habla rumana de estos condados generalmente se refieren a sí mismos como «moldavos», pero se consideran de etnia rumana.
En febrero de 2007, un pequeño grupo de ciudadanos rumanos que creó la Comunidad de Moldavia en Rumania (Comunitatea moldovenilor din România) intentó, sin éxito, obtener el reconocimiento de la condición de minoría para los moldavos de Rumania. La organización fue registrado inicialmente de forma legal, pero la decisión fue pronto revertida. Casi al mismo tiempo, durante una visita a Moldavia, tres delegados se reunieron con el presidente Vladimir Voronin, quien les prometió su apoyo. Al ser negado el reconocimiento legal de la comunidad, esta finalmente se disolvió.
En Rumania, los moldavos de Besarabia suelen ser conocidos como basarabeni para distinguirlos de los habitantes del este del país.